# Iqos
Iqos (/ˈaɪkoʊs/, EYE-kohs, stiliziran kao IQOS) je linija uređaja za grijanje duhana i umetke dizajnirane za upotrebu s duhanskim proizvodima i proizvodima bez duhana koji sadrže nikotin. Proizvodi ih Philip Morris International (PMI). Prvi put je predstavljen u studenom 2014. godine lansiranjem Iqos uređaja za grijanje duhana u Japanu i Italiji, prije nego što se postupno komercijalizirao u drugim zemljama.
Uređaji za grijanje duhana prošli su kroz različite tehnološke promjene tijekom godina s izdavanjem različitih verzija: „Iqos 2.2” (2014), „Iqos 2.4” (2016), „Iqos 3“ (2018), „Iqos 3 Duo” (2019) i „Iqos Iluma” (2021). Postoje i sporazumi o licenciranju s drugim proizvođačima duhana, kao što je KT&G-ov uređaj lil, sada komercijaliziran od strane PMI-a izvan Koreje. Od 2016. godine Iqos je vodeći bezdimni proizvod tvrtke Philip Morris International, čija je vizija sada u potpunosti usmjerena prema „budućnosti bez dima“. Od 2021. godine, prodaja Iqosa i drugih bezdimnih proizvoda čini nešto manje od 30% globalnog prihoda duhanskog diva, u odnosu na 20% u 2019. godini. Na kraju 2023. godine, bezdimni proizvodi činili su gotovo 40 % ukupnih neto prihoda i bruto dobiti PMI-ja, pri čemu je Iqos premašio Marlboro u pogledu neto prihoda.
Godine 2020. američka Uprava za hranu i lijekove ovlastila je PMI da prodaje Iqos u Sjedinjenim Američkim Državama kao duhanski proizvod modificiranog rizika (MRTP) s tvrdnjama o smanjenoj izloženosti, drugi proizvod koji je ikada dobio tu oznaku, nakon General snusa Swedish Matcha. Dugoročna zdravstvena korist od grijanja duhana u usporedbi s njegovim sagorijevanjem tek treba biti dokazana, s idejom da bi proizvod u bilo kojem trenutku mogao biti manje štetan od cigareta o čemu se još uvijek raspravlja u znanstvenoj zajednici.

## Povijest

### Prvi koraci
Iako se alternative cigaretama istražuju već nekoliko desetljeća, Philip Morris poduzeo je svoje prve komercijalne korake u području grijanja duhana 1990. godine, kada je grupa predstavila svoj prvi prototip uređaja za grijanje duhana bez sagorijevanja (Project Beta). Tvrtka je u konačnici na tržište uvela dva proizvoda namijenjena grijanju duhanskih umetaka, uz istovremeno ograničavanja sagorijevanja duhana: „Accord”, uređaj koji se prodavao u SAD-u od 1998. do 2006. godine (uređaj je također pušten u prodaju u Japanu pod nazivom „Oasis”), zatim „Heatbar”, uređaj koji je međunarodna podružnica tvrtke prodavala 2006. godine u Australiji i Švicarskoj, prije nego što je povučen s tržišta.
Godinu dana nakon izdvajanja 2008. godine od grupe Altria Group, Philip Morris International predstavio je The Cube”, 200+ milijuna USD vrijednu ustanovu za istraživanje i razvoj u Neuchâtelu, Švicarska, posvećenu istraživanjima vezanim uz „proizvode smanjenog rizika” i alternative cigaretama. Između 2011. i 2014. godine, PMI je provodio različite strateške operacije (kupnja patenata, preuzimanje tvrtki, razvijanje partnerskih odnosa) radi ulaska na tržište bez dima. 2011. godine, PMI je kupio bezdimnu tehnologiju od izumitelja na Sveučilištu Duke, uključujući profesora Jeda Rosea, vodećeg stručnjaka u istraživanju ovisnosti o nikotinu, koji je bio od ključne važnosti u razvoju nikotinskog flastera. 2013. godine, PMI je najavio sporazum s Altria Group za prodaju Altrijine e-vapor tehnologije izvan SAD-a, pri čemu Altria dobiva ekskluzivna prava za prodaju budućih alternativnih grijanih duhanskih proizvoda koje razvija Philip Morris International na području SAD-a. Altrijin „MarkTen”, re-brendiran kao „Solaris”, lansiran je u Španjolskoj i Izraelu dvije godine kasnije. 2014. godine, PMI kupuje Nicocigs Ltd., najveću tvrtku za e-cigarete u Ujedinjenom Kraljevstvu u tom trenutku, čiji brendovi uključuju „Nicolites” i „Vivid”.
Do kraja 2023. godine, tvrtka je potrošila 12,5 milijardi dolara na istraživanje i razvoj od 2008. godine za tu svrhu. Philip Morris je izvijestio da troši 99% svog proračuna za istraživanje i razvoj za podršku bezdimnih proizvoda.

### Lansiranje Iqosa
U siječnju 2014. godine, Philip Morris International najavio je ulaganje od 500 milijuna eura za izgradnju tvornice u blizini Bolonje, Italija, namijenjenoj proizvodnji proizvoda bez dima. U studenom 2014. godine izašla je prva verzija Iqosa, prvi put stavljenog na tržište u Nagoji, Japan, i Milanu, Italija, prije postepenog uvođenja u druge zemlje.
Počevši od 2016. godine, Philip Morris počeo je promicati „budućnost bez dima”, a komercijalni napori sve su više usmjereni na proizvode koji su alternative cigaretama, a Iqos postaje vodeći proizvod za tvrtku. PMI je 2016. godine pokrenuo Iqos Mesh u Ujedinjenom Kraljevstvu, koji je kao proizvod za vaporizaciju bio jedini Iqos proizvod koji se ne temelji na grijanju duhana (Mesh je, međutim, prekinut 2020. godine). Sljedeća generacija Iqosa (Iqos 3) lansirana je u Tokiju u listopadu 2018. godine, a zatim i na drugim tržištima širom svijeta.
U siječnju 2020. godine PMI i južnokorejski KT&G najavili su partnerstvo za međunarodnu distribuciju lil-a kao dio portfelja robne marke Iqos. Iluma, novi sustav koji upotrebljava tehnologiju indukcijskog grijanja, lansiran je u Japanu u kolovozu 2021. godine.
U 2017. godini, segment proizvoda bez dima ostvario je prodaju od 3,6 milijardi dolara za PMI (13% ukupne prodaje), u usporedbi sa 64 milijuna dolara u 2015. godini. Do početka 2018. godine, proizvodi brenda Iqos činili su 15% tržišnog udjela duhanske industrije u Japanu. Do 2020. godine, Iqos je činio 5,5 % globalnog tržišta duhana, iako je dostupan u samo 52 zemlje, taj broj skočio je na gotovo 70 godinu dana kasnije. Prema financijskim objavama PMI-a, prodaja proizvoda bez dima predstavlja više od 36 % prihoda tvrtke do kraja 2023. godine. Philip Morris je također izvijestio da troši 99% svojeg budžeta istraživanja i razvoja za podršku proizvodima bez dima. Na kraju 2023. godine, PMI je procijenio da 33 milijuna korisnika u 84 zemlje koristi Iqos.
Napori PMI-a da postigne bezdimnu poslovnu tranziciju omogućili su tvrtki da započne proces izdavanja održivih obveznica za samofinanciranje u kolovozu 2021. godine, a navedeni cilj obveznica bio je smanjenje poslovanja s cigaretama.

### Odluka FDA-e u SAD-u
6. prosinca 2016. godine, PMI je podnio zahtjev na više milijuna stranica Američkoj upravi za hranu i lijekove (FDA) za odobravanje proizvoda Iqos kao duhanskog proizvoda modificiranog rizika (MRTP). Znanstveno savjetodavno povjerenstvo (TPSAC) koju je imenovala američka FDA pregledao je zahtjev Philip Morris Internationala u siječnju 2018. i glasovao 8-1 kako bi podržao tvrdnju da Iqos „značajno smanjuje [...] izloženost štetnim ili potencijalno štetnim kemikalijama”. Ipak je odbacio svaku tvrdnju da se proizvod može staviti na tržište kao sigurniji od cigareta. FDA je odobrila PMI-ovu prijavu za početak prodaje Iqosa u SAD-u 30. travnja 2019., a brend je službeno lansiran u listopadu 2019.
7. srpnja 2020. FDA je odobrila Philip Morrisu korištenje marketinških tvrdnji o „smanjenoj izloženosti”, s obzirom na to da je sustav za grijanje duhana Iqos ispunio zahtjeve za označavanje kao duhanski proizvod modificiranog rizika, drugi komplet proizvoda koji je ikada dobio to ovlaštenje nakon Swedish Match-ovog General Snus. FDA je izričito navela da se proizvod ne smije smatrati „sigurnim ili odobrenim od strane FDA”

## Dizajn

### Tehnologija
Osnovni uređaj za grijanje bez gorenja sastoji se od punjača i držača nalik olovci. U držač se umetne duhanski umetak za jednokratnu upotrebu (poznat kao „HeatStick” ili „Heets” ovisno o tržištu) koji sadrži prerađeni duhan natopljen propilen glikolom, koji ga zatim zagrijava. Korisnik pritisne gumb za uključivanje grijača, a zatim udahne dim iz duhanskog umetka. Iluma, kao novija verzija, oslanja se na indukciju radi zagrijavanja duhanskih umetaka (brendiranih kao Terea).
Između 2009. i 2017. godine, Philip Morris International je prijavio više od 1.900 patenata povezanih s Iqosom. Prema časopisu Fortune, tvrtka je pomogla da „elektronički uređaji za pušenje” budu druga najbrže rastuća kategorija novih tehnologija u 2020. godini.

### Proizvodnja
Duhanski umetci kompatibilni s proizvodom Iqos proizvode se u nekoliko zemalja, uglavnom u Europi. Postrojenje se nalazi u Neuchâtelu, Švicarska, blizu PMI-ovog središta za istraživanje i razvoj. Najveća tvornica nalazi se u Crespellanou, Italija. Philip Morris uložio je milijardu eura u stvaranje ove tvornice, s prvim ulaganjem od 500 milijuna eura najavljenim 2014. godine, a drugim najavljenim 2017. godine. U 2017. godini PMI je uložio dodatnih 300 milijuna eura za pretvaranje tvornice cigareta u proizvodni pogon za duhanske umetke u Aspropyrgosu, Grčka. Isti postupak proveden je Otopeni, Rumunjska, kako bi se tvornica cigareta pretvorila u tvornicu proizvoda bez dima za 490 milijuna eura. Najavljen je još jedan proizvodni pogon od 320 milijuna eura u Dresdenu, Njemačka, 2017. godine, ali je ulaganje kasnije odgođeno. U Aziji, Philip Morris također ima tvornicu u Yangsanu, Južna Koreja, izgrađena između 2017. i 2019. za 420 milijuna dolara.

### Modeli

#### Uređaji za grijanje duhana
Iqos 2.2 bio je prvi komercijalno lansiran uređaj pod brendiranim imenom.
| Model | Ime                        | Lansirano | Duhanski umetak                        | Grijanje                     | Radna temperatura |
| ----- | -------------------------- | --------- | -------------------------------------- | ---------------------------- | ----------------- |
|       | Accord (USA) Oasis (Japan) | 1998.     | Specijalno dizajnirana cigareta        | Vanjsko (mreža od 8 oštrica) | 500 °C            |
|       | Accord (USA) Oasis (Japan) | 2002.     | Specijalno dizajnirana cigareta        | Vanjsko (mreža od 8 oštrica) | 500 °C            |
|       | Heatbar                    | 2006.     | Specijalno dizajnirana cigareta        | Vanjsko (mreža od 8 oštrica) | 500 °C            |
|       | Iqos 2.2                   | 2014.     | Duhan od nasjeckanih lijevanih listova | Unutarnje (5 mm oštrica)     | <400 °C           |
|       | Iqos 2.4                   | 2016.     | Naborani duhan                         | Unutarnje (5 mm oštrica)     | <400 °C           |
|       | Iqos 2.4 Plus              | 2018.     | Naborani duhan                         | Unutarnje (5 mm oštrica)     | <400 °C           |
|       | Iqos 3                     | 2018.     | Naborani duhan                         | Unutarnje (5 mm oštrica)     | <400 °C           |
|       | Iqos 3 Multi               | 2018.     | Naborani duhan                         | Unutarnje (5 mm oštrica)     | <400 °C           |
|       | Iqos 3 Duo                 | 2019.     | Naborani duhan                         | Unutarnje (5 mm oštrica)     | <400 °C           |
|       | Iluma                      | 2021.     | Naborani duhan                         | Unutarnje (indukcijsko)      | <400 °C           |
|       | Iluma One                  | 2021.     | Naborani duhan                         | Unutarnje (indukcijsko)      | <400 °C           |
|       | Iluma Prime                | 2021.     | Naborani duhan                         | Unutarnje (indukcijsko)      | <400 °C           |

#### Proizvodi koji se prodaju pod licencom
Korejski proizvođač KT&G i PMI potpisali su u siječnju 2020. godine globalni sporazum o suradnji za komercijalizaciju KT&G-ovog brenda Lil izvan Koreje pod okriljem Iqosa.
| Model | Ime           | Lansirano | Duhanski umetak                    | Grijanje                                                 | Radna temperatura |
| ----- | ------------- | --------- | ---------------------------------- | -------------------------------------------------------- | ----------------- |
|       | Lil Solid 1.0 | 2020.     | Duhan od lijevanih listova         | Unutarnja igla                                           | 250 − 300 °C      |
|       | Lil Solid 2.0 | 2021.     | Duhan od lijevanih listova         | Unutarnja igla                                           | 250 − 300 °C      |
|       | Lil Hybrid    | 2021.     | Duhanski umetak i e-tekuća kapsula | Vanjsko grijanje i fitilj sa zavojnicom za tekući uložak | 250 °C            |

Philip Morris predstavlja proizvod kao integriran u inicijative održivosti. Te je tvrdnje osporio Centar za javno zdravstvo u Saint Paulu, Minnesota, jer korišteni duhanski umetci predstavljaju otpad sličan konvencionalnim opušcima cigareta. Nadalje, tvrde kako „Novi proizvodi poput e-cigareta ili grijanih cigareta poput Iqosa povećat će ukupno stvaranje e-otpada. Najvjerojatnije je nemoguće stvoriti bilo koju e-cigaretu bez baterije, otrovne tekućine, metala i plastike spojene u male uređaje, od kojih se svaki ne može reciklirati ili zbrinuti odgovorno“.

## Regulacija, prodaja i marketing
U 2021. godini Iqos uređaji bili su dostupni u približno 70 zemalja s navedenim ciljem od 100 do 2025. godine. Među njima su SAD, Kanada, Bjelorusija, Moldavija, Gruzija, Izrael, Švedska, Južna Koreja i Portugal odlučili usvojiti poseban pristup za nadzor prodaje grijanih duhanskih proizvoda. U Kanadi i Izraelu pakiranje uređaja u potpunosti je prekriveno porukom upozorenja. U Sjedinjenim Američkim Državama, FDA je dozvolila Philip Morrisu da koristi marketinšku tvrdnju o „smanjenoj izloženosti”, obzirom na to da potpuno prebacivanje s cigareta na Iqos smanjuje izloženost štetnim kemikalijama, ali je odbio Philip Morrisu mogućnost da iznese bilo kakvu tvrdnju da prebacivanje s cigareta na Iqos smanjuje rizik od bolesti korisnika.

### Izravni marketing
Iako je naziv često od strane ranih usvojitelja opisivan kao kratica za „I Quit Ordinary Smoking” (Odustajem od običnog pušenja), Philip Morris nikada nije rabio ovo za opisivanje ili stavljanje na tržište Iqosa i više puta je odbacio ovo tumačenje.
Kanada je ažurirala svoje zakone o duhanu kako bi jasno uključila uređaje za grijanje duhana na popis reguliranih duhanskih proizvoda, prisiljavajući PMI da izmijeni svoju ambalažu za Iqos. U Francuskoj je prijavljeno da Philip Morris promovira svoje uređaje na privatnim zabavama, a prodavači ponekad nude alkoholna pića zainteresiranim kupcima.
Izvješće iz 2018. navodi da su „Iqos butik trgovine u fokusu agresivne promocije, uključujući razmjene kutija cigareta ili upaljača za Iqos uređaj, zabave povodom lansiranja, ručkova „meet & greet” i događaja nakon radnog vremena”. Prema Reutersu „Marketinška strategija oponaša onu duhanskih tvrtki sredinom 20. stoljeća, kada su počele povezivati cigarete s Hollywoodom i visokim društvom.”
Philip Morris također je navodno proveo nekoliko marketinških kampanji izravno spominjući Iqos, predstavljajući proizvod kao alternativu „bez dima” i „smanjenog rizika”, potičući potrošače da prestanu pušiti ili se prebace na Iqos. Ovaj marketinški pristup je kritiziran. Kritički pregled izvješća koje je PMI dostavio FDA-u u prilog svojoj prijavi tvrdio je da „Potrošači mogu pogrešno shvatiti što se podrazumijeva pod „potpunim prebacivanjem” [i] vjerojatno će pogrešno shvatiti nepodržane tvrdnje o smanjenom riziku”. U odobravanju tvrdnji o izloženosti, FDA je međutim potvrdila da su odrasli potrošači ispravno razumjeli poruke koje su bile odobrene.

### Marketing orijentiran na mlade
U 2019. godini Reuters je izvijestio da Philip Morris koristi influencere društvenih medija u nekoliko zemalja kako bi ih učinio „ambasadorima” za brend i promovirao Iqos mladoj publici. PMI je odgovorio da će prestati koristiti influencere.[63] Prema Matthewu Myersu, predsjedniku Kampanje za djecu bez duhana, tvrtka „mijenja svoje ponašanje samo kada je uhvaćena na djelu”.
Također u 2020. godini, izvješće o Philip Morrisovoj provedbenoj strategiji Iqosa u Australiji istaknulo je da je „Philip Morris snažno lobirao australskoj vladi da legalizira grijane duhanske proizvode, istodobno planirajući prodaju Iqosa u prostorijama prikladnim za mlade, kao što su barovi, klubovi i kafići, ako se naprave predložene zakonodavne promjene.”

## Kritika
U prosincu 2017. godine Reuters je objavio dokumente i svjedočanstva bivših zaposlenika u kojima se navode nepravilnosti u kliničkim ispitivanjima koje je proveo PMI za odobrenje proizvoda Iqos od strane američke FDA. Reuters je izvijestio da je Philip Morris lobirao da blokira ili oslabi odredbe donesene prema Okvirnoj konvenciji WHO-a o kontroli duhana (FCTC), suprotno ideji da će tvrtka podržati budućnost bez dima.
Brojne studije toksičnosti koje su provele treće strane imale su nalaze koji su često bili u suprotnosti s onima Philip Morris Internationala. Profesor Stanton Glantz sa sjedištem rada na UCSF-u zaključio je da se u pogledu štetnosti „Iqos ne razlikuje uočljivo od konvencionalnih cigareta”. Sustavni pregled dostupne znanstvene literature 2020. godine pronašao je vrlo ograničene dostupne podatke o učincima Iqosa na zdravlje pušača i preporučio daljnje studije.
U listopadu 2018. belgijska zaklada za rak izdala je savjete o Iqosu na osnovu prethodnih neovisnih studija objavljenih na tu temu. Zaklada je tvrdila da ” Iqos nije rješenje” za prestanak pušenja”. Nadalje je izjavila da „ako se duhanski div pozicionira na ovom inovativnom tržištu, to je kompenzacija financijskih gubitaka koji proizlaze iz smanjene prodaje cigareta (...). Duhanska industrija stoga istražuje rješenja kako bi nastavila ostvarivati profit i održavati ovisne potrošače.“
U srpnju 2020. godine Svjetska zdravstvena organizacija (WHO) objavila je „izjavu o grijanim duhanskim proizvodima i američkoj odluci FDA o Iqosu”, koja glasi: „WHO ponavljano ističe da smanjenje izloženosti štetnim kemikalijama u grijanim duhanskim proizvodima (HTP) njih ne čini bezopasnim, niti to dovodi do smanjenja rizika za zdravlje ljudi. Doista, neki su toksini prisutni na višim razinama u HTP aerosolima nego u dimu konvencionalnih cigareta, a postoje i neki dodatni toksini prisutni u HTP aerosolima koji nisu prisutni u dimu konvencionalnih cigareta. Zdravstvene posljedice izloženosti njima nisu poznate. (...) Obzirom na to da na zdravlje može utjecati izloženost dodatnim toksinima kada se koriste HTP-ovi, tvrdnje da HTP-ovi smanjuju izloženost štetnim kemikalijama u odnosu na konvencionalne cigarete mogu biti obmanjujuće.“
Prema TobaccoTactics internetskoj stranici Sveučilišta u Bathu, „Postoji vrlo malo dokaza da je Iqos učinkovit kao alat za prestanak pušenja na individualnoj razini ili na razini stanovništva.” Prema nizozemskom Nacionalnom institutu za javno zdravlje i okoliš, Iqos je „štetan za zdravlje, ali vjerojatno manje štetan od pušenja duhanskih cigareta”.
U rujnu 2021. godine, američka Komisija za međunarodnu trgovinu presudila je da Philip Morris International i njegov komercijalni partner Altria moraju zaustaviti prodaju i uvoz Iqos uređaja u Sjedinjenim Državama zbog patenta koji je podnio R.J. Reynolds. Američka komisija za međunarodnu trgovinu utvrdila je da je alternativa cigareta prekršila dva Reynoldsova patenta. Spor s British American Tobaccom riješen je u veljači 2024. godine. PMI i BAT postigli su nenovčani sporazum kojim su riješili tekuće parnice koje su se odnosile na povredu patenata između njih vezane uz njihove grijane duhanske proizvode i vape proizvode.

## Vanjske poveznice
- Službena međunarodna stranica Iqosa  Arhivirana inačica izvorne stranice od 21. rujna 2023. (Wayback Machine)